# Jón Thoroddsen
Jón Þórðarson Thoroddsen (5. října 1818, Reykhólar – 8. března 1868, Leírá) byl islandský soudce a romantický prozaik a básník považovaný za zakladatele moderního islandského románu. Někdy je označován jako starší, aby se odlišil od svého vnuka Jóna Thoroddsena mladšího (1898-1925), který byl také spisovatelem.

## Život
Narodil se roku 1819 v Reykhólar ve Vestfirðiru v rodině kněze. Nejprve navštěvoval školu v Bessastaðir a pak Vystudoval práva na univerzitě v Kodani. Během studií se podílel na politickém boji za samostatnost Islandu na straně Jóna Sigurðssona a později byl členem Althingu (parlamentu). V roce 1848 vstoupil jako dobrovolník  do dánské armády a zúčastnil  se prusko-dánské války o Šlesvicko a Holštýnsko. Roku 1850 se vrátil na Island a stal se okresním soudcem postupně v několika okresech. Roku 1854 se oženil s Kristín Ólínou Þorvaldsdóttir Sívertsen (1833–1879) a měl s ní čtyři syny. Zemřel v roce 1868.

## Dílo
Jón Literárně debutoval koncem 40. let 19. století sentimentálními básněmi v různých periodikách, většinou v duchu dánského a německého pozdního romantismu a biedermeieru. Skládal rovněž písně pijácké a také lyrické a vlastenecké obdivující Island a jeho krajinu. Jako vysokoškolský student byl jedním z redaktorů literárního a politického časopisu Norðurfari (1848-49) a populární antologie islandských básní Snót (Dívka) z roku 1850. Sbírka jeho básní Kvaeði byla vydána v roce 1871. Obzvláště populární je jeho báseň Ó fögur er vor fósturjörð (Krásná je naše domovina), která byla několikrát zhudebněna. Jiná jeho báseň Krummi svaf i klettagjá (Havran spí mezi kameny) zlidověla jako lidová píseň.

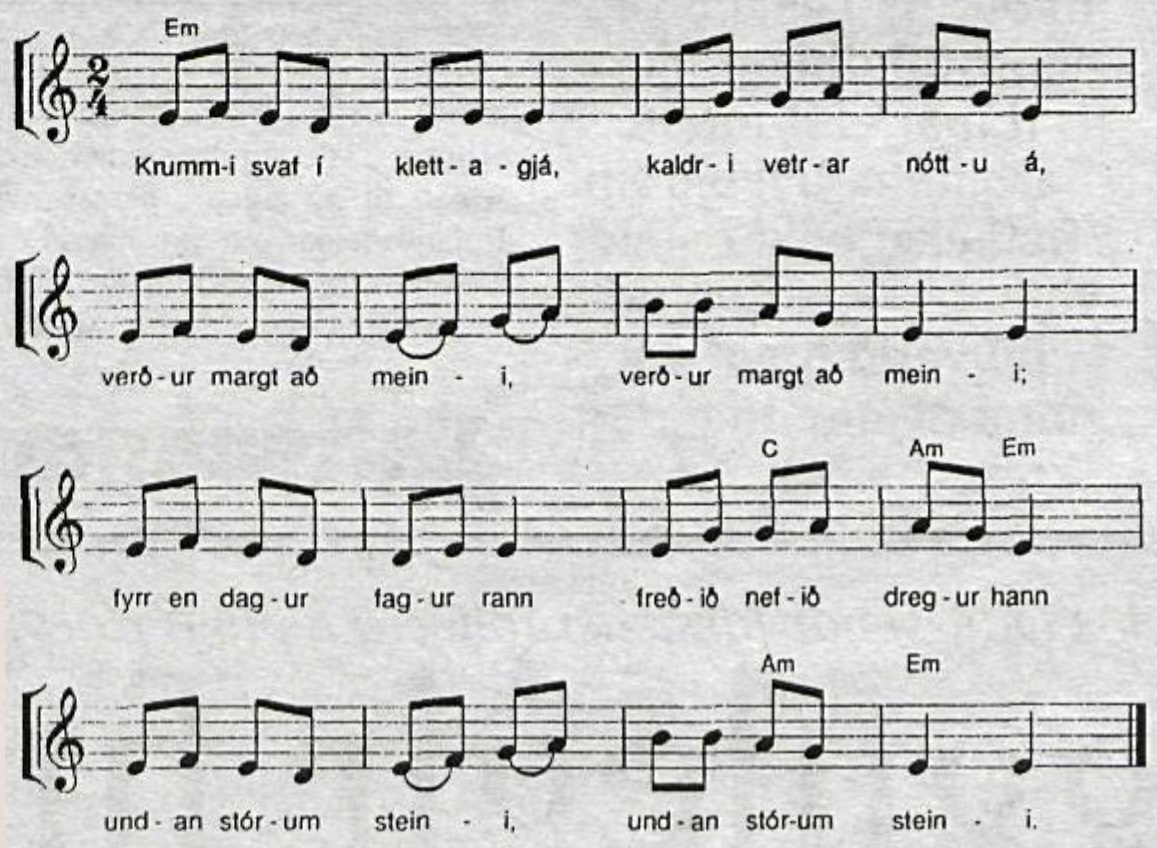
Nápěv písně Krummi svaf i klettagjá

Znám je však především jako prozaik. Byl ovlivněn Walterem Scottem a sentimentem Charlese Dickense a také islandskými ságami a lidovými pohádkami. Jazyk jeho próz je jasný a vybroušený a zároceň prostý a blízký živé lidové řeči. Znatelné odchylky od rejstříku běžného jazyka jsou záměrné a zamýšlené pro komický efekt.
Autorovou první prózou je povídka Dálítil ferðasaga (Malý cestopis), která vyšla roku 1848 v časopise Norðurfari. Je napsána v romantickém pohádkovém duchu s tendencí konfrontovat slavnou islandskou minulost s neradostnou současností.

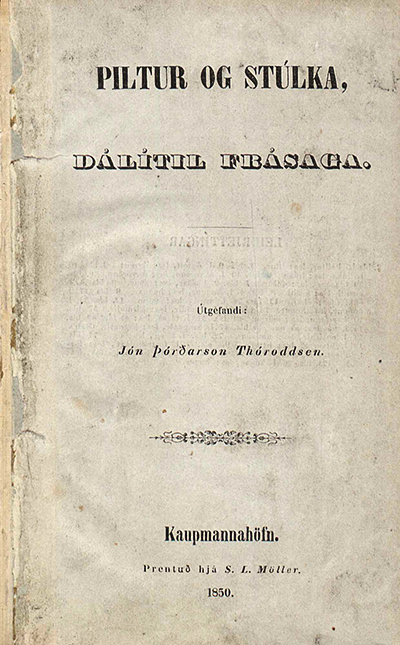
První vydání románu Piltur og stúlka (1850, Chlapec a dívka)

Roku 1850 vydal román Piltur og stúlka (Chlapec a dívka), považovaný za první dílo tohoto žánru na Islandu. Dílo bylo dokončeno těsně předtím, než se Jón vrátil na Island. Je to romantický milostný příběh s realistickými prvky odehrávající se především na islandském venkově. Jeho hlavními hrdiny jsou Sigríður a Indriði. Sigríður pochází z bohaté rodiny a Indriði je chudá. Proto Sigríðurova matka jejich lásce nepřeje a rozdělí je. Oba odcestují do Reykjavíku, kde je na rozdíl od idylického venkova život plný nástrah. Později se ale po mnoha nedorozuměních znovu shledají na milovaném venkově a jejich láska skončí svatbou. Přitažlivost románu spočívá předevšíím v autorových výstižných satirických náčrtech lidí a míst a v komických až v groteskních vedlejších postavách.
Až posmrtně roku 1876 byl vydán druhý autorův román Maður og kona (Muž a žena), který zůstal nedokončený. Dílo bylo zamýšleno jako „národní epos“ v tom smyslu, že široce zobrazuje současný islandský venkov a jeho kolorit, společnost, kulturu, folklór a náboženství. Je to opět romantický milostný příběh s realistickými prvky, jehož příběh se v mnohém podobá předcházejícímu autorovu románu. Vypráví o nevinných a ctnostných milencích, kterým zprvu jejich příbuzní, kteří s nimi mají jiné sňatkové plány, v jejich lásce brání.

## Výběrová bibliografie
- Dálítil ferðasaga (1848, Malý cestopis), povídka.
- Piltur og stúlka (1850, Chlapec a dívka), román.
- Kvaeði (1871, Básně), posmrtně vydané autorovy básně.
- Maður og kona (1876, Muž a žena), posmrtně vydaný nedokončený román.